# Козлова (Ёгвинское сельское поселение)
Козлова — деревня в Кудымкарском районе Пермского края. Входит в состав Егвинского сельского поселения. Располагается на берегу реки Велва примерно в 15 км к северо-востоку от города Кудымкара.

## Население
В 1980-х годах в деревне проживало около 230 человек. По данным Всероссийской переписи населения 2010 года, в деревне проживало 113 человек (55 мужчин и 58 женщин).